# Pachybolus togoensis
Pachybolus togoensis är en mångfotingart som beskrevs av Cook 1897. Pachybolus togoensis ingår i släktet Pachybolus och familjen Pachybolidae. Inga underarter finns listade i Catalogue of Life.